# 阿爾瓦羅·西塞·維埃拉

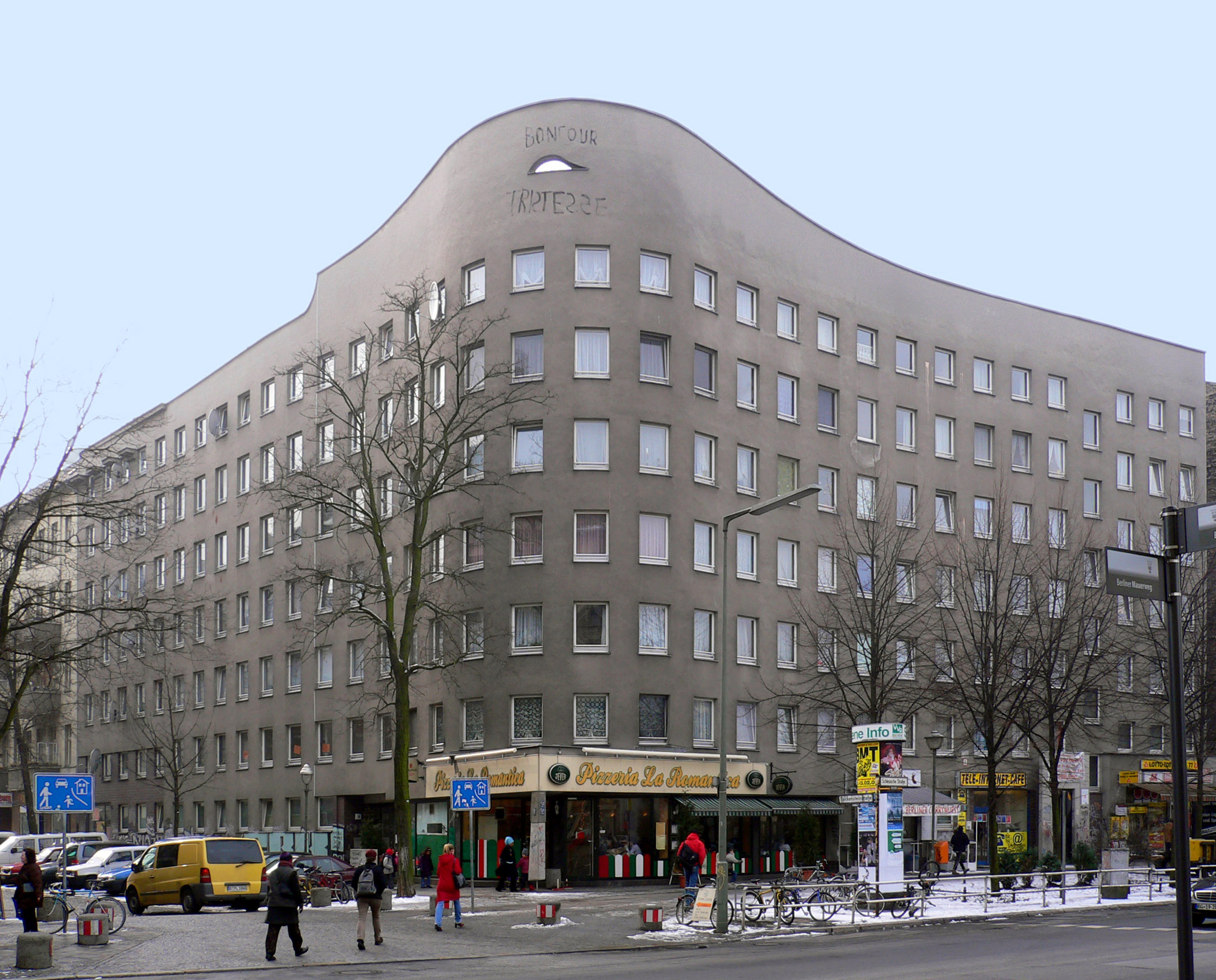
柏林的西里西亞門住宅，別名「日安憂鬱」

阿爾瓦羅·若阿金·德·梅洛·西塞·維埃拉（葡萄牙語：Álvaro Joaquim de Melo Siza Vieira，1933年6月25日—），通稱阿爾瓦羅·西塞（Álvaro Siza，葡萄牙語發音：[ˈaɫvɐɾu ˈsizɐ]）、西塞·維埃拉（Siza Vieira，葡萄牙語發音：[ˈsizɐ ˈvjejɾɐ]），葡萄牙建築師。

## 生平
1933年生於葡萄牙波爾圖區的馬托西紐什，其父朱利奧·西塞·維埃拉為工程師。他後來與瑪麗亞·安東尼婭·馬林諾·萊特結婚，並育有兩名兒子，其中一人名為阿爾瓦羅·萊特·西塞·維埃拉，亦成為建築師。
起初他的志向是成為一名雕塑家，這愛好對其日後的作品仍有影響；而他在一次往巴塞羅那的旅行參觀了安東尼·高第的作品，這給予他成為建築師的決心。他自1949年於波爾圖大學藝術學院（其後獨立為建築學院）修讀建築，1955年畢業。第一批作品為馬托西紐什的四間屋，在其畢業前的1954年完成。同年他在波爾圖成立其公司，與其師費爾南多·塔沃拉在1955-1598年間一起工作。
最早使其受關注的作品之一是他1959年開始設計、於1966年竣工的萊薩-達帕爾梅拉露天游泳池。它具有一個兒童嬉水池和成人游泳池，皆是在天然岩石上建造並引入海水。更衣室、小餐館設於街道水平以下，皆可清晰看見海景。
康乃馨革命後不久，埃武拉市政府於1977年委托他於其周邊鄉郊地區設計公共住宅，作為當地移居支援服務，即當時的公共住宅政策的一部分。他於該年設計的馬拉古埃拉社會住宅區受哈佛設計研究院青睞，其後頒授他第一屆綠色城市設計獎。
他許多重要作品皆建於波爾圖，包括其母校的建築學院大樓（1986-1993）。自1970年代中期他亦收到許多公共住宅、公共游泳池和大學的項目委托。他與許多建築師的合作包括與魯道夫·芬斯特瓦德爾設計位於霍姆布洛伊希島博物館中的建築博物館（1995-2009）；與艾德瓦爾多·蘇托·德·莫拉合作的1998年、2000年世界博覽會的展館和2005年的蛇形藝廊展亭；與胡安·多明哥·桑托斯在2010年贏得比賽、並在2014年竣工的阿爾罕布拉宮入口及訪客中心等。他亦是協調基亞多重整的團隊成員，該處為里斯本的一個重要文化區，於1988年受火災破壞。
他曾在2012指出其位於葡萄牙的公司因缺乏項目而面臨關閉。他近期的工作包括首個在美國的項目──位於曼哈頓第56街的一棟37層高公寓大樓；以及佛得角共和國前首府舊城的古蹟修復工作的協調等。
他在1966至1969年於波爾圖大學建築學院任教，1976年起亦擔任助理教授。此外亦包括在哈佛設計研究院、賓夕凡尼亞大學、安第斯大學及洛桑聯邦理工學院任客座教授。

## 建築設計

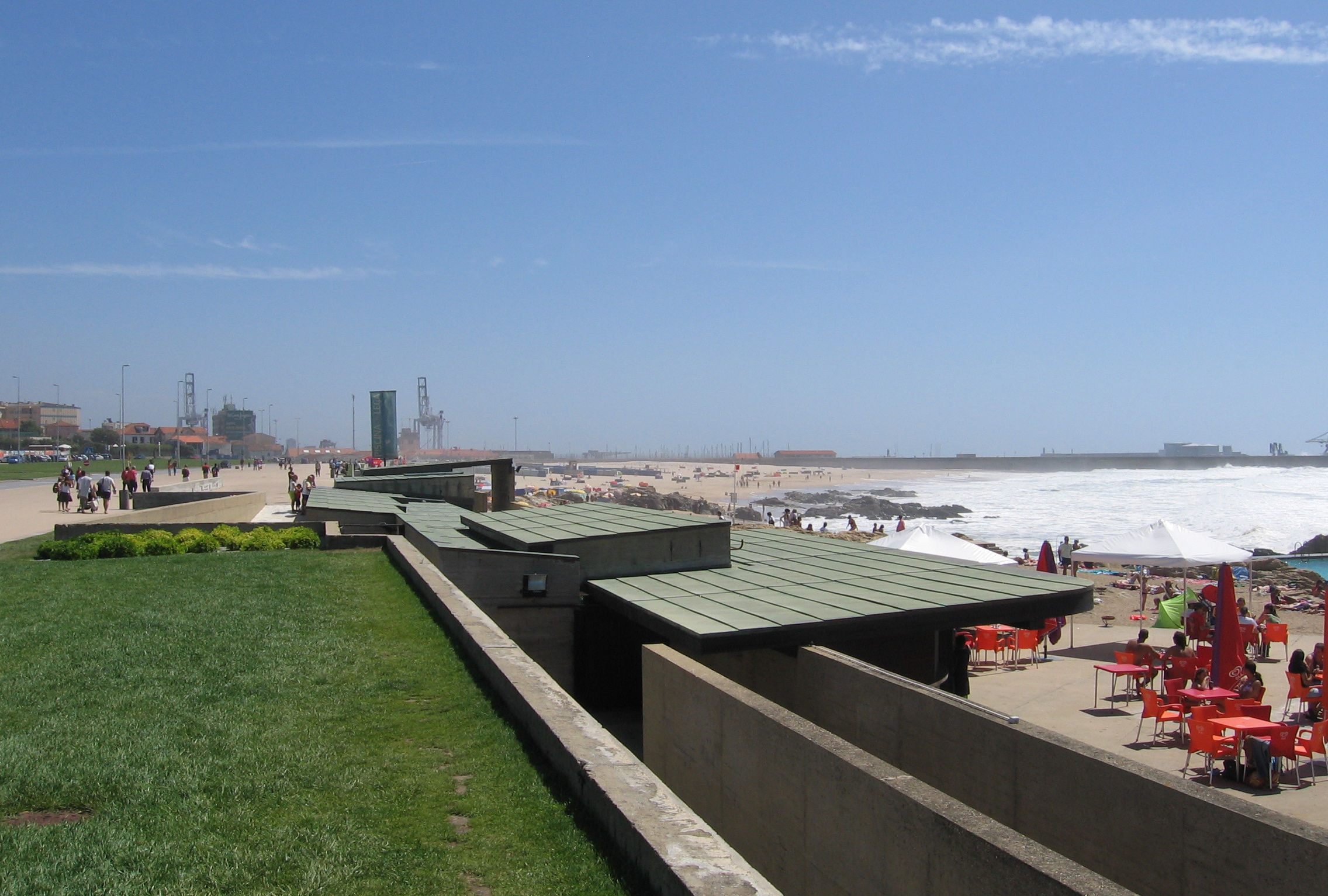
萊薩-達帕爾梅拉露天游泳池

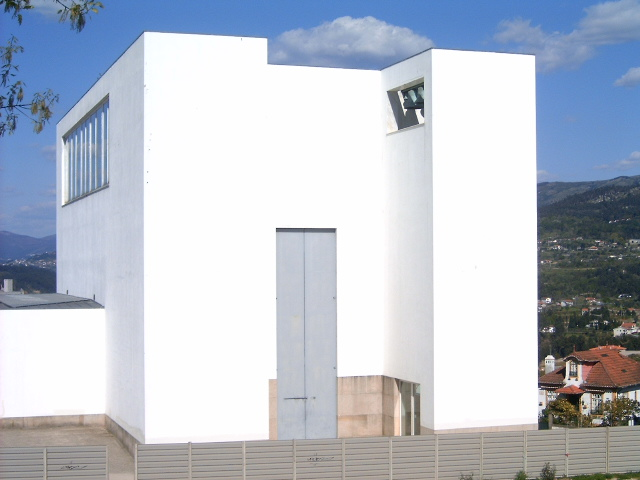
馬爾科-德卡納維澤斯聖瑪利亞教堂

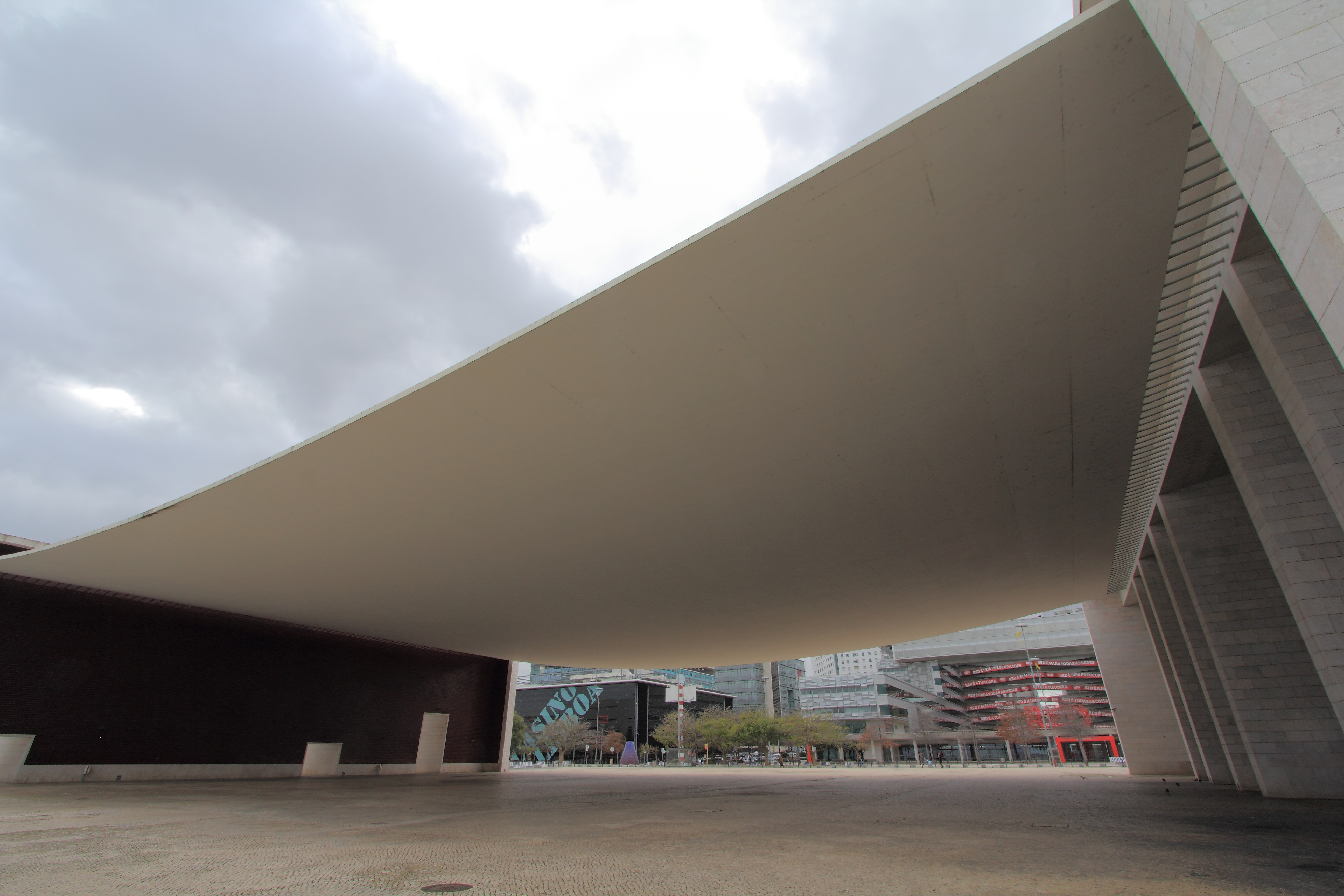
1998年世界博覽會展館

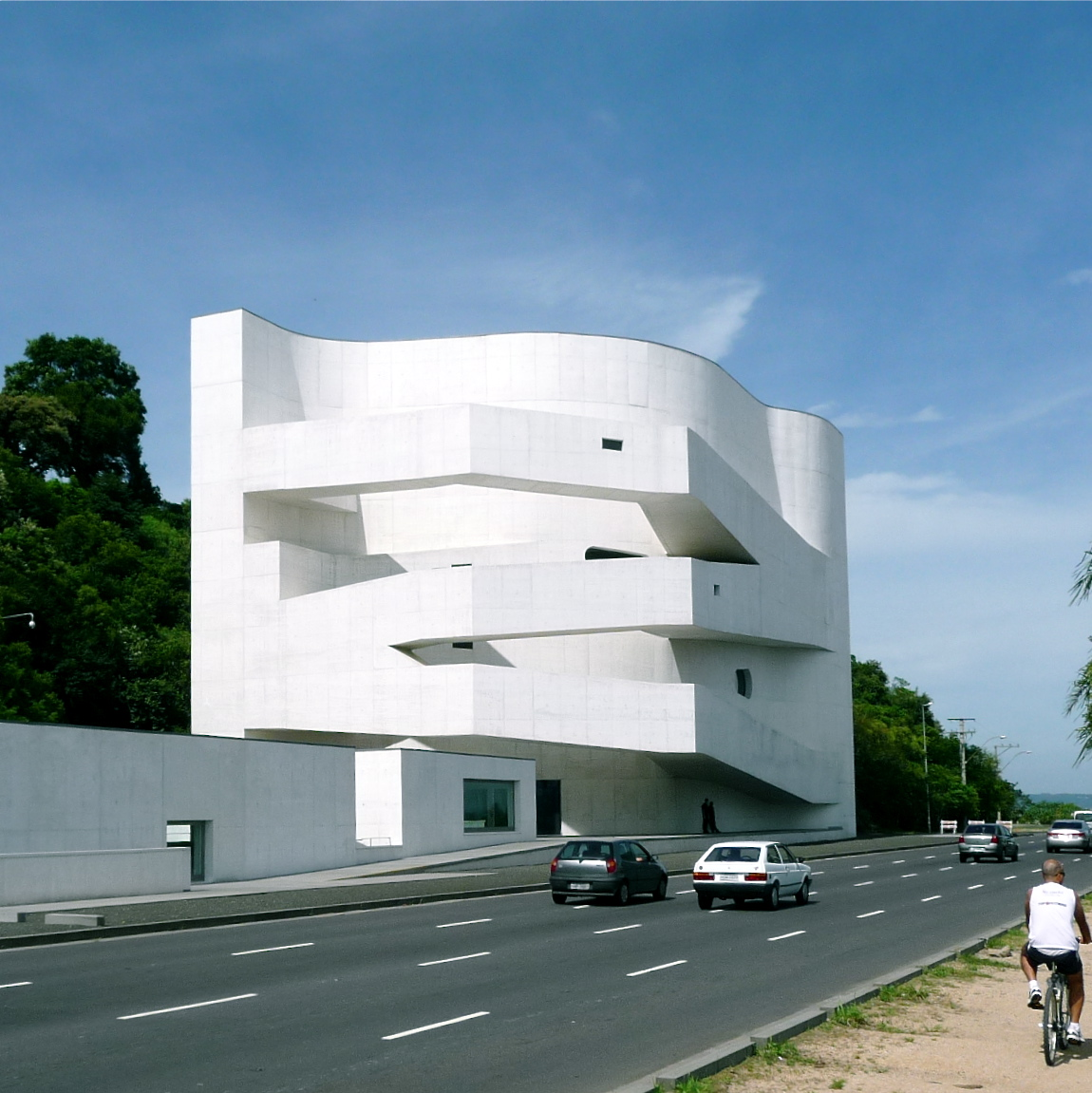
伊貝拉基金會展示館

其重要作品包括萊薩-達帕爾梅拉露天游泳池、馬拉古埃拉社會住宅區、塞拉爾夫斯當代美術館、伊貝拉基金會展示館、新奧爾良大廈等。

他的設計被形容為「詩意的現代主義」。他吸收了阿道夫·路斯、弗蘭克·勞埃德·賴特、阿爾瓦爾·阿爾托等建築師的特點，但也很快發展出自己的建築語言：在國際性的現代主義中揉合葡萄牙的建築傳統，使其作品顯得更為精緻。普立茲克建築獎評審亦讚揚他在各種規模的作品中，皆對空間的關係以及形體的相稱有獨到的思考，指出正如其他早期現代主義者，其設計的形狀在光的塑造之下乍看簡單，實為他以高超的手法對設計上的問題的直接回應；以及讚揚他對葡萄牙傳統、對當地的背景和脈絡的重視。如他本人指出：
|  | 建築師沒有發明任何東西，他們只是將現實轉變。 |

## 榮譽
他一生獲譽甚多，包括：
- 1988年：密斯·凡·德羅歐洲當代建築獎、[11]哈佛設計研究院的綠色城市設計獎、[12]阿爾瓦爾·阿爾托獎。
- 1992年：普立茲克建築獎。[3]
- 1993年：葡萄牙建築學協會國家獎。
- 1998年：美國藝術暨文學學會布鲁諾紀念獎、高松宮殿下紀念世界文化獎。
- 2001年：沃爾夫藝術獎。
- 2002年：威尼斯建築雙年展頒予金獅獎，讚賞其首個在巴西的項目──伊貝拉基金會展示館。[13]
- 2009年：英國皇家建築師學會皇家金獎。[14]
- 2011年：國際建築師協會金獎。[15]
- 2012年：威尼斯建築雙年展終身成就金獅獎。

他是多間大學的榮譽博士，包括：瓦倫西亞理工大學、洛桑聯邦理工學院、巴勒莫大學、梅南德斯·佩拉尤國際大學、科英布拉大學、拿坡里費德里克二世大學、帕維亞大學等。他是美國文理科學院院士，以及美國建築師學會、英國皇家建築師協會、歐洲文理科學院榮譽會員。

## 貢獻
2014年7月他宣佈將捐獻大部分建築檔案至加拿大建築博物館，讓這些資料能被他人使用。另外部分檔案則捐獻給位於里斯本的塞拉爾夫斯當代美術館，及位於波爾圖的卡洛斯特‧古爾本金安基金會。